# Chapelle Notre-Dame-d'Arosse
La chapelle Notre-Dame d'Arosse est un lieu de culte catholique situé sur la commune d'Ygos-Saint-Saturnin, dans le département français des Landes.

## Présentation
La chapelle, qui prend localement le nom de capèra en gascon, contient en son sein un tableau figurant l'Assomption, encadré de colonnes, et un tabernacle dont la porte est sculptée d'un Christ naïf surmonté d'une tête d'ange.
Cette chapelle donne lieu à un pèlerinage très fréquenté à partir de 1654 jusqu'en 1657, quelques années après la Fronde, ayant laissé un souvenir vivace dans les villages des alentours. La chapelle reçoit alors d'importantes aumônes de fidèles.
Des pèlerinages avaient lieu jadis le 8 septembre, fête de la Nativité de Marie. Les pèlerins, accompagnés du curé de la paroisse, partaient de la chapelle et se rendaient en procession vers la fontaine Saint-Clair, située non loin de là.

### Fontaine Saint-Clair
La fontaine Saint-Clair (houn Sen-Cla en gascon) est composée de trois sources distinctes, qui ont chacune des vertus curatives :
- celle du milieu guérit les sciatiques et les rhumatismes,
- celle de droite soigne les maux de tête et des yeux
- celle de gauche favorise la marche des enfants, comme le rappelle le diction gascon « los goyats maucagnats van se banhar a la houn de Sen Cla » les enfants aux jambes torses vont se baigner à la fontaine de Saint Clair[2].

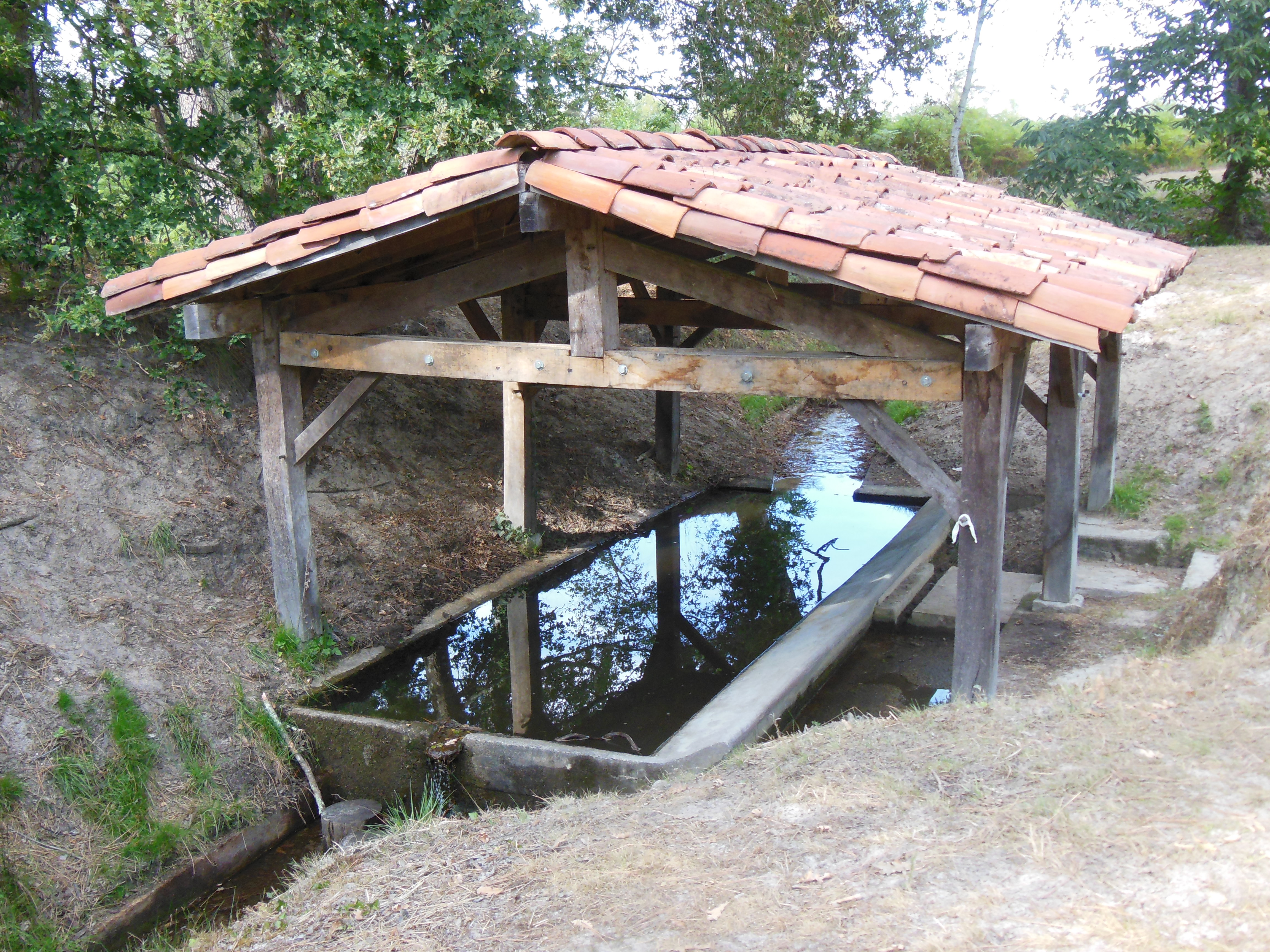
Fontaine Saint-Clair
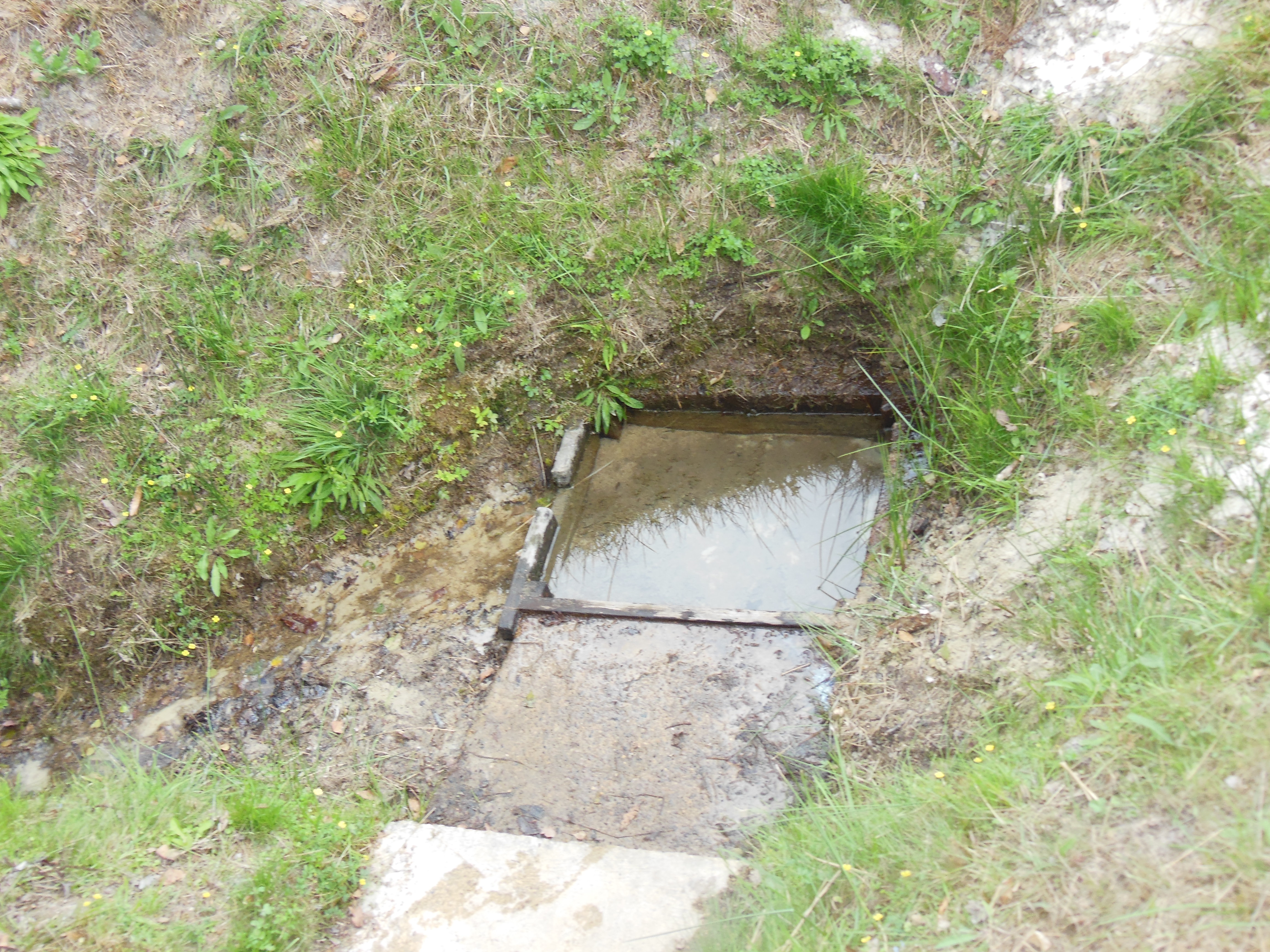
Fontaine Saint-Clair